# Мбарк Буссуфа
Мбарк Буссуфа́ (араб. مبارك بوصوفة, нід. Mbark Boussoufa; нар. 15 серпня 1984, Амстердам) — мароккансько-нідерландський футболіст, півзахисник клубу «Аль-Джазіра» та національної збірної Марокко.

## Клубна кар'єра
Народився 15 серпня 1984 року в місті Амстердамі. Вихованець юнацьких команд футбольних клубів «Аякс» та «Челсі».
У дорослому футболі дебютував 2004 року виступами за бельгійський «Гент». Відіграв за команду з Гента наступні два сезони своєї ігрової кар'єри. Більшість часу, проведеного у складі «Гента», був основним гравцем команди.

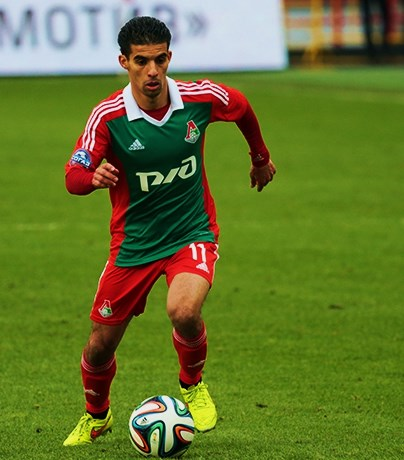
Мбарк Буссуфа під час виступів за «Локомотив». 2 листопада 2014 року.

У 2006 році уклав контракт з клубом «Андерлехт», у складі якого провів наступні п'ять років своєї кар'єри гравця. Граючи у складі «Андерлехта» також здебільшого виходив на поле в основному складі команди. За цей час двічі виборював титул чемпіона Бельгії.
До складу махачкалинського «Анжі» приєднався в березны 2011 року. У сезоні 2012/13 Буссуфа разом з махачкалинським «Анжі» завоював бронзові медалі чемпіонату Росії. Усього встиг відіграти за російську команду 68 матчів в національному чемпіонаті, в яких забив 11 голів.
16 серпня 2013 року підписав трирічний контракт з московським «Локомотивом». Сума трансферу склала близько 15 млн євро, що стало рекордним трансфером в історії московських «залізничників». Перший гол за «Локо» забив 1 вересня у грі проти петербурзького «Зеніта» (з пенальті). У свій перший сезон за залізничників забив 2 голи і віддав 5 гольових передач, внісши вагомий внесок у завоювання бронзових медалей. Влітку 2014 року пропустив передсезонні збори і початок чемпіонату, за версією деяких ЗМІ, через конфлікт з головним тренером команди Леонідом Кучуком. Після відставки останнього повернувся в основний склад і став регулярно грати в основі. 21 травня 2015 року забив переможний гол у фіналі кубка Росії 2015 року.
Влітку 2015 «Локомотив» вів переговори про повернення Буссуфа в «Андерлехт», але бельгійську сторону не влаштувала запитувана ціна в 4 мільйони євро і вимоги гравця по зарплаті — 2 мільйони євро на рік. За підсумками міжсезоння гравець так і не зміг перейти з «Локомотива» в інший клуб, не був заявлений клубом на сезон в Лізі Європи і за рішенням тренерського штабу до кінця року тренувався з молодіжним складом.
2 лютого 2016 року Буссуфа перейшов в «Гент» на правах оренди до кінця сезону. Договір оренди футболіста буде діяв аж до закінчення терміну його контракту з «Локомотивом».
28 липня 2016 року на правах вільного агента підписав дворічний контракт з «Аль-Джазірою».

## Виступи за збірну

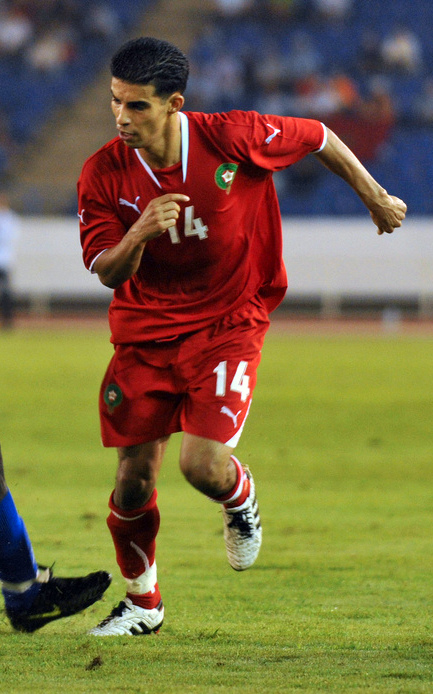
Мбарк Буссуфа у складі збірної Марокко. 5 вересня 2010 року.

У 2006 році народжений в Нідерландах гравець вирішив захищати на рівні збірних кольори своєї історичної батьківщини і дебютував в офіційних матчах у складі національної збірної Марокко.
У складі збірної був учасником Кубка африканських націй 2012 року, що проходив у Габоні та Екваторіальній Гвінеї, та Кубка африканських націй 2017 року у Габоні. Наступного року поїхав з командою і на чемпіонат світу 2018 року у Росії.
Наразі провів у формі головної команди країни 61 матч, забивши 7 голів.
| Дата       | Місто           | Господарі | Результат | Гості                            | Турнір             | Голи | Примітки |
| ---------- | --------------- | --------- | --------- | -------------------------------- | ------------------ | ---- | -------- |
| 9-10-2014  | Танжер          | Марокко   | 4 – 0     | Центральноафриканська Республіка | товариський матч   | -    | 70'      |
| 13-10-2014 | Марракеш        | Марокко   | 3 – 0     | Кенія                            | товариський матч   | 1    | 88'      |
| 15-6-2018  | Санкт-Петербург | Марокко   | 0 – 1     | Іран                             | ЧС 2018 - 1-й етап | -    |          |
| Усього     |                 | Матчів    | 3         |                                  | Голів              | 1    |          |

## Титули і досягнення

### Командні
- Чемпіон Бельгії (2):

«Андерлехт»: 2006-07, 2009-10
- Володар Кубка Бельгії (1):

«Андерлехт»: 2007-08
- Володар Суперкубка Бельгії (2):

«Андерлехт»: 2007, 2010
- Володар Кубка Росії (1):

«Локомотив»: 2014-15
- Чемпіон ОАЕ (1):

«Аль-Джазіра»: 2016-17

### Особисті
- Найкращий футболіст чемпіонату Бельгії (2): 2006, 2010
- Найкращий футболіст Бельгії (3): 2006, 2009, 2010
- Найкращий молодий футболіст Бельгії: 2006
- Найкращий африканський футболіст в чемпіонаті Бельгії (4): 2006, 2009, 2010, 2011
- Найкращий асистент чемпіонату Бельгії: 2009/10 (19 передач)
- Включений до списку 33 найкращих футболістів чемпіонату Росії: 2011/12 (№ 3)

## Приватне життя
Любить слухати реп і в особливості 50 Cent. Активно використовує Інтернет, зокрема має свій сайт, твіттер. Будучи мусульманином, не дозволяє собі вживання алкоголю і свинини, у відносинах з жінками — консервативний. За словами головного тренера махачкалінського Анжі Гаджі Гаджієва навіть під час матчу чемпіонату Росії з футболу Мубарак дотримувався посту місяця Рамадан.
Буссуфа вільно говорить на 4 мовах: голландською, англійською, французькою та арабською.